# Eriospermum brevipes
Eriospermum brevipes är en sparrisväxtart som beskrevs av John Gilbert Baker. Eriospermum brevipes ingår i släktet Eriospermum och familjen sparrisväxter. Inga underarter finns listade i Catalogue of Life.